# Загожани
Загожани (пол. Zagorzany) — село в Польщі, у гміні Слабошув Меховського повіту Малопольського воєводства.
Населення — 97 осіб (2011).
У 1975-1998 роках село належало до Келецького воєводства.

## Демографія
Демографічна структура станом на 31 березня 2011 року:
|          | Загалом | Допрацездатний вік | Працездатний вік | Постпрацездатний вік |
| -------- | ------- | ------------------ | ---------------- | -------------------- |
| Чоловіки | 46      | 9                  | 30               | 7                    |
| Жінки    | 51      | 10                 | 28               | 13                   |
| Разом    | 97      | 19                 | 58               | 20                   |